# Plaza Real (Bangkok)
La laza Real (en tailandés: ลานพระราชวังดุสิต) es una plaza pública en la ciudad de Bangkok, la capital del país asiático de Tailandia.
Se encuentra frente al Salón del Trono Ananta Samakhom en el Palacio de Dusit en Bangkok, que fue la antigua sala de recepción del palacio donde vivió el rey Chulalongkorn Rama V, y fue utilizado más tarde como el primer edificio del parlamento. El 24 de junio de 1932, la plaza y el salón del trono fueron testigos de uno de los eventos más importantes de la historia tailandesa, el Partido Popular organizó una revolución incruenta que transformó al país de monarquía absoluta a una monarquía constitucional democrática. La plaza era el sitio para las reuniones de los partidarios del Partido Popular que exigían una constitución. La primera constitución permanente se otorgó solemnemente en el Salón del Trono Ananta Samakhom el 10 de diciembre de 1932.